# Promenade avec l'amour et la mort
Pour plus de détails, voir Fiche technique et Distribution.
Promenade avec l'amour et la mort (A Walk with Love and Death) est un film américain réalisé par John Huston, sorti en 1969, d'après une œuvre de Hans Koningsberger.

## Synopsis
Guerre de Cent Ans, printemps 1358 dans le Bassin parisien en France, lors de la plus importante des jacqueries médiévales.
Héron de Foix, étudiant, quitte seul Paris pour rejoindre la mer, promesse de liberté. Les chemins sont jonchés de cadavres, le seul paysan qu'il croise et avec qui il parle sera égorgé par les soldats pour lui avoir vendu du vin. Lors d'une étape au château de Pierre de Saint-Jean, il fait la connaissance de Claudia, à qui il demande d'être la dame qui veillera sur son voyage. De nuit, alors qu'il est sur la plage, près du but, il apprend que le château des Saint-Jean a été attaqué et brûlé par les paysans et ses occupants tués. Il fait demi-tour et retourne au château qu'il trouve détruit. Une servante lui apprend que Claudia est vivante, réfugiée non loin de là. Il va la rejoindre et ils reprennent tous deux la route, croisant toujours la mort.

## Fiche technique
- Titre : Promenade avec l'amour et la mort
- Titre original : A Walk with Love and Death
- Réalisation : John Huston
- Scénario : Dale Wasserman et Hans Koningsberger d'après son roman
- Musique : Georges Delerue
- Photographie : Ted Scaife
- Montage : Russell Lloyd
- Scripte : Lucie Lichtig
- Production : Carter DeHaven pour 20th Century Fox
- Pays d'origine : États-Unis
- Format : Couleurs (DeLuxe) - 16 mm
- Genre : Drame, romance, guerre
- Durée : 90 minutes
- Date de sortie : 1969

## Distribution
- Anjelica Huston : Claudia
- Assi Dayan :  Héron de Foix (sous le nom de Assaf Dayan)
- Anthony Higgins :  Robert de Loris (sous le nom de Anthony Corlan)
- John Hallam :  Sir Meles
- Robert Lang :  Chef des pèlerins
- Guy Deghy :  Le prêtre
- Michael Gough :  Le moine fou
- George Murcell :  Le capitaine
- Eileen Murphy :  La gitane
- Anthony Nicholls :  Le Père Supérieur
- Joseph O'Conor :  Pierre de St. Jean (sous le nom de Joseph O'Connor)
- John Huston :  Robert le Père
- John Franklyn :  Le souteneur
- Francis Heim :  Lieutenant
- Melvyn Hayes :  Chef des comédiens
- Barry Keegan :  Chef des paysans
- Nicholas Smith (en) :  Pèlerin
- Antoinette Reuss :  La femme dans la forêt
- Gilles Segal :  Comédien
- Med Hondo :  Comédien
- Luis Masson :  Comédien
- Eugen Ledebur :  Prêteur sur gage
- Otto Dworak :  Client de l'auberge
- Max Sulz :  Paysan
- John Veenenbos :  Moine
- Dieter Tressler :  Majordome
- Paul Hoer :  Paysan
- Myra Malik :  Paysanne
- Michael Baronne :  Soldat
- Yvan Strogoff :  Soldat

## Commentaires
- Si vous ne connaissez pas le sujet, laissez ce bandeau (vous pouvez alors contacter les auteurs).
- Si vous supprimez le contenu mis en cause (vous pouvez préalablement contacter les auteurs),

argumentez précisément cette suppression dans la page de discussion
(un manque de référence n'est pas un argument ; une recherche réelle de référence doit avoir été effectuée, être formellement documentée).
Le film est intéressant à plus d'un titre. Par la distribution tout d'abord. En effet, c'est la première fois que John Huston dirige sa fille, Anjelica, qui n'est alors âgée que de 16 ans. Son rôle est une transposition dans l'univers médiéval de sa position sociale de jeune fille de famille bourgeoise très aisée, puisqu'elle incarne la noble Claudia de Saint-Jean, fille de l'intendant du roi de France Pierre de Saint-Jean. Pour lui donner la réplique, John Huston choisit Assaf Dayan, le fils de Mosché Dayan, héros de guerre israélien. Assaf Dayan trouve lui aussi dans le film une transposition de sa réalité - jeune homme en rupture de ban avec l'idéologie paternelle et ayant choisi la vie de saltimbanque - à travers le personnage d'Héron de Foix.
Cette dernière remarque nous amène à observer l'œuvre dans ses deux contextes historiques : celui de l'action et celui de la production. Tourné en 1968, le film ne peut être mis en boîte à Paris, comme l'avait initialement prévu le réalisateur, du fait des révoltes étudiantes de mai. Parallèle intéressant avec le contexte de la Guerre de Cent Ans, où le bassin parisien est plongé dans le chaos, et où les paysans se révoltent volontiers contre leurs seigneurs. La Tchécoslovaquie, un temps imaginée comme solution alternative, ne peut convenir non plus du fait de l'invasion du pays par les chars soviétiques. C'est finalement la campagne autrichienne qui accueillera John Huston et son équipe. Cela fait de Promenade avec l'amour et la mort une ode d'avant-garde ouverte à certains des thèmes pacifistes et réformateurs portés par les acteurs de mai 1968.
Enfin, le film se détache de la mise en scène de type péplum à laquelle sont souvent soumis les œuvres hollywoodiennes d'inspiration médiévale. Un certain réalisme se dégage des prises de vues de John Huston, au point de forcer l'admiration d'un historien médiéviste de la trempe de Jacques Le Goff. Ni enjolivé, ni volontairement assombri, ni authentique par ailleurs puisque la subjectivité du réalisateur est pleinement assumée, le XIVe siècle y apparaît comme il en fut de toutes les périodes de l'histoire : un enchevêtrement de passions, de réalisations humaines impressionnantes de beauté, de dogmes liberticides et de fureurs meurtrières.

## Discographie
- En 2004, Disques Cinémusique a fait paraître un CD qui présente les principaux thèmes de la bande originale du film A Walk with Love and Death composée par Georges Delerue dans des arrangements de Robert Lafond, qui a recours à la technique d'échantillonnage numérique. Tout en demeurant fidèle à l'esprit original des compositions et en reprenant une bonne partie de l'instrumentation originale, cette version constitue une relecture résolument contemporaine et personnelle de l'œuvre. Présentation en ligne. Les puristes de la musique de film préfèrent naturellement la bande originale, éditée en 2007 chez Intrada à raison de 1200 exemplaires, nonobstant la médiocrité de l'enregistrement monophonique.